# Pachycereus weberi
Pachycereus weberi es una especie de planta fanerógama de la familia Cactaceae. Es originaria de México, donde se encuentra en Puebla, Guerrero, Morelos, y Oaxaca a una altitud de 600 a 1 500 metros. Se los conoce comúnmente como candelabros gigantes.

## Descripción
Pachycereus weberi es un cactus columnar que crece como un árbol y puede alcanzar un tamaño de hasta 11 metros. El hábito de crecimiento es moderadamente vertical adquiriendo forma de candelabro. Esta forma de crecimiento es típico de la planta, pero solo alcanza un tamaño de dos metros, cuando surgen numerosas ramas del tallo principal. Tienen un cinturón verde azulado ligeramente ceroso con un diámetro de 12 a 20 centímetros y se componen de ocho a diez costillas de hasta 5 centímetros con un espaciado de fieltro blanco que están ocupando las areolas. La aplanada y negruzca espina central puede medir hasta 10 cm de largo, siendo acompañada por 6-12 espinas radiales de color marrón rojizo con una longitud de 3.2 centímetros. Las flores se abren en la noche, son de color blanco a amarillo y miden de 8 a 10 cm de largo. El ovario es redondo y lanoso. El tubo de la flor está lleno de pelo castaño. Los frutos son comestibles de 6 a 7 cm de largo y llevan espinas amarillentas finas. La carne es de color rojizo-púrpura.

## Taxonomía
La especie fue descrita inicialmente como Cereus weberi por John Merle Coulter y publicado en Contributions from the United States National Herbarium 3: 410, en 1896, actualmente, es tanto un sinónimo como el basónimo de esta; y ulteriormente sería transferida al género Pachycereus por Curt Backeberg en Die Cactaceae: Handbuch der Kakteenkunde. Einleitung und Beschreibung der Pereskioideae und Opuntioideae. 4: 2154, en 1960.

#### Etimología
Ver: Pachycereus
weberi: epíteto otorgado en honor del botánico Frédéric Albert Constantin Weber.

## Galería

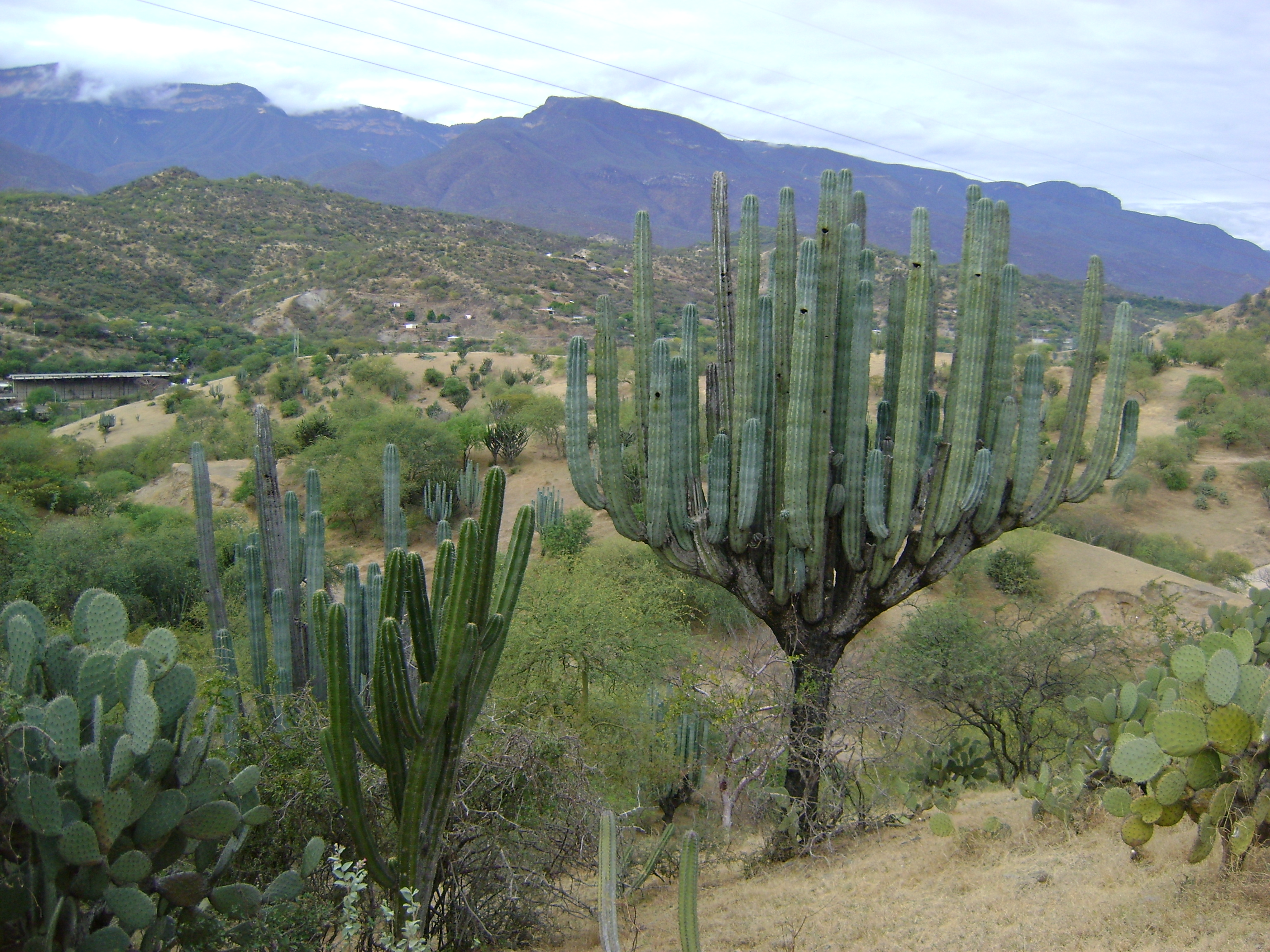
Su hábitat en Tomellin, Oaxaca, México.
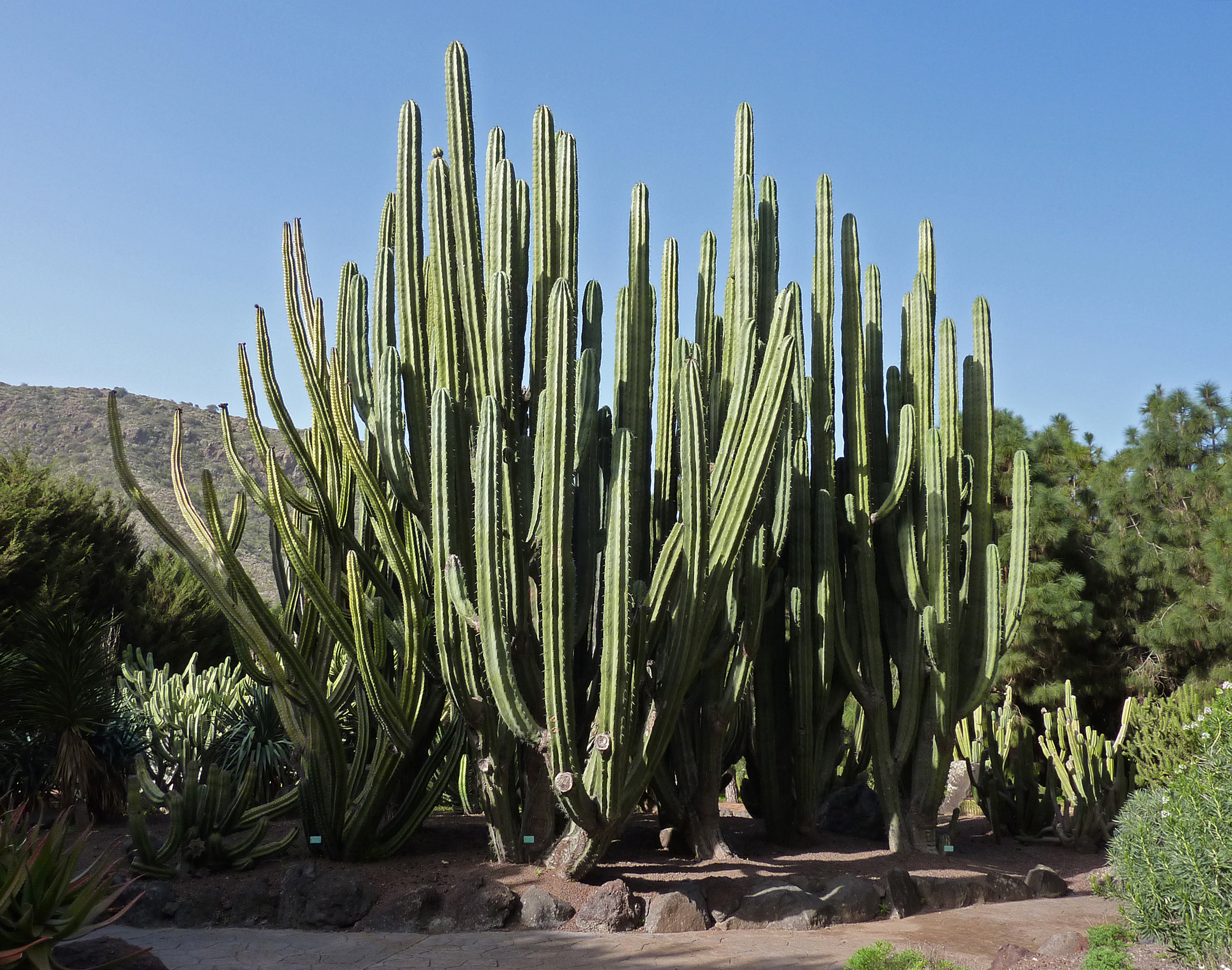
Vista de la planta
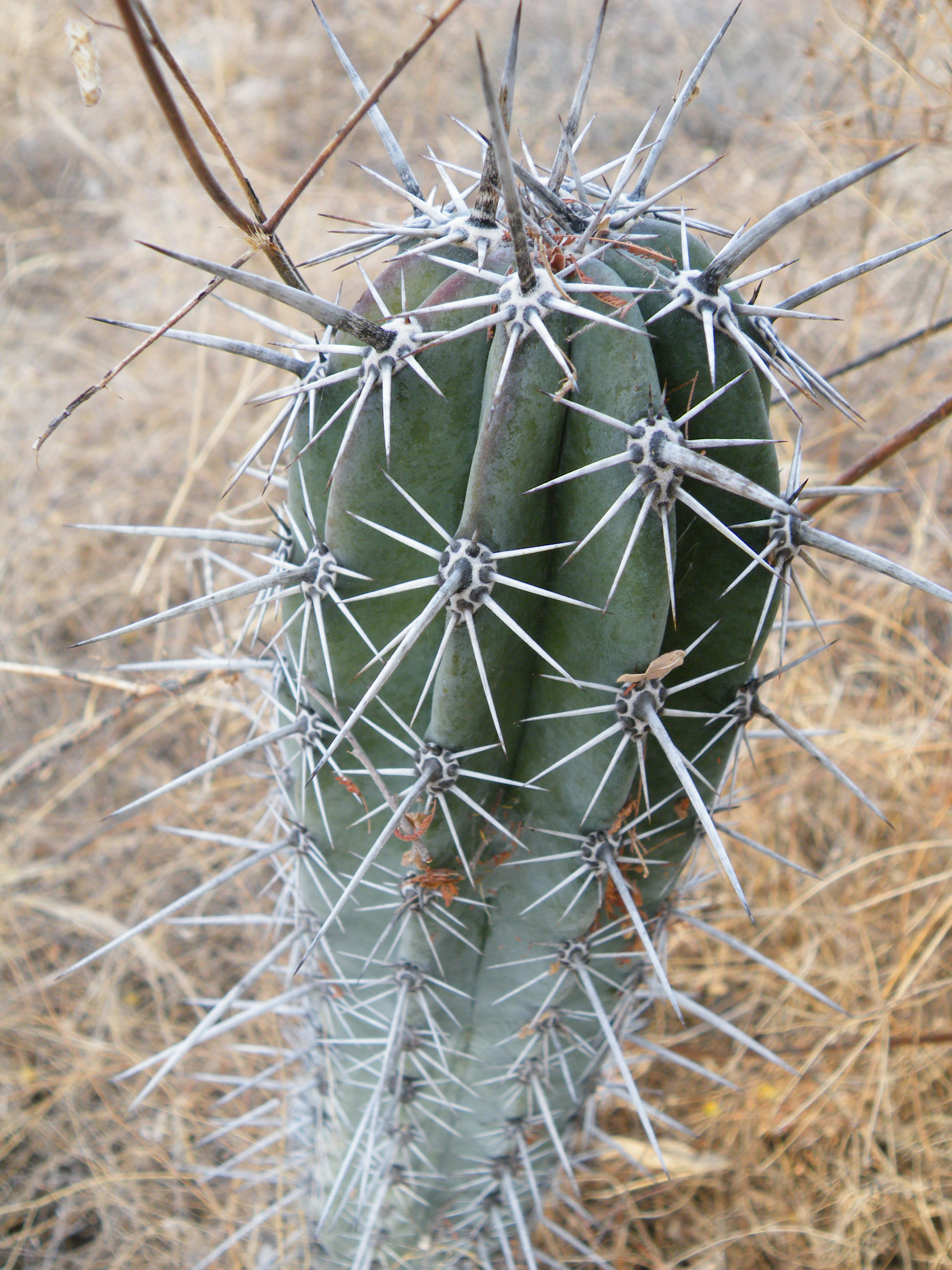
Detalle de la planta
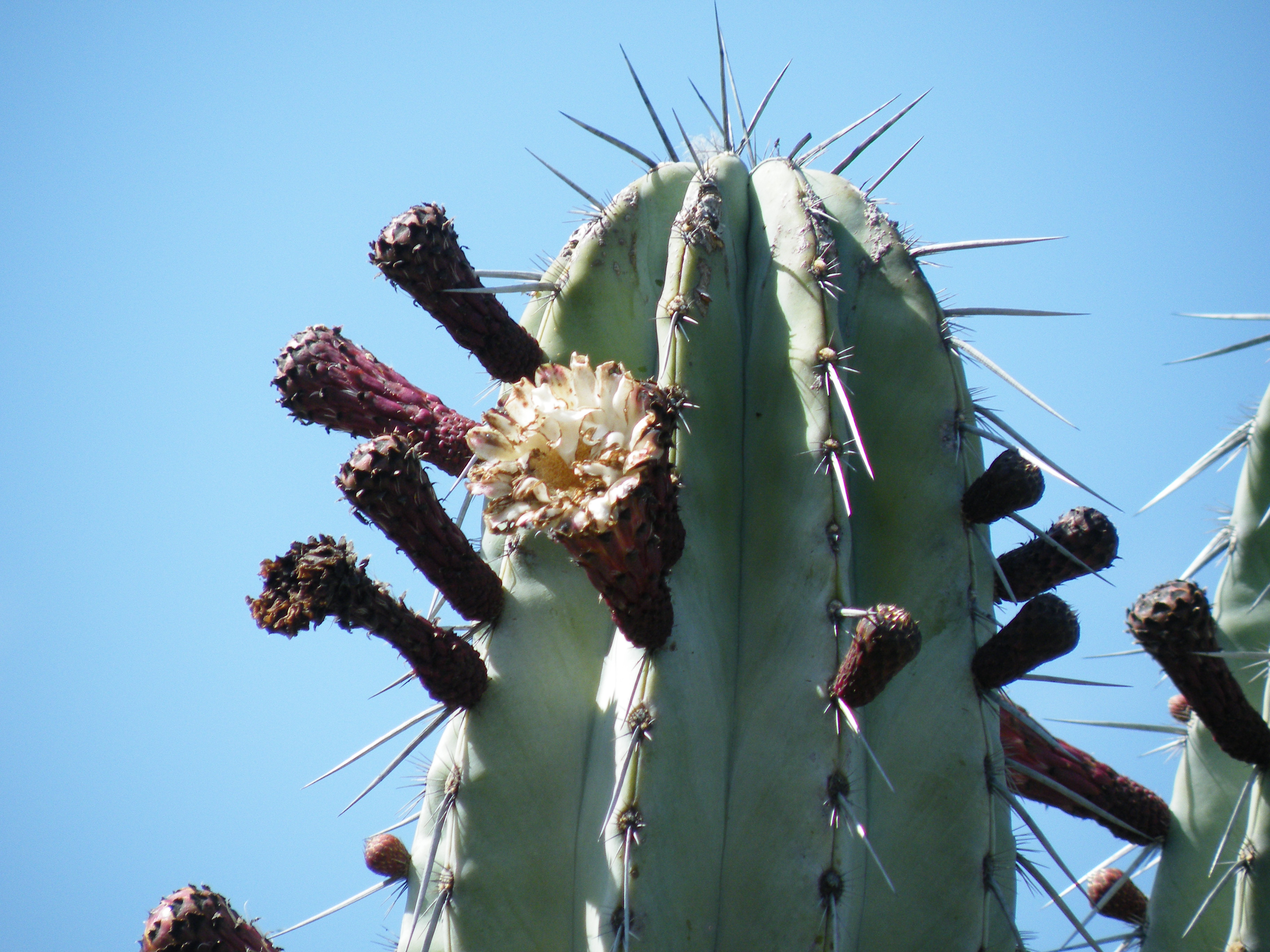
Detalle con flor
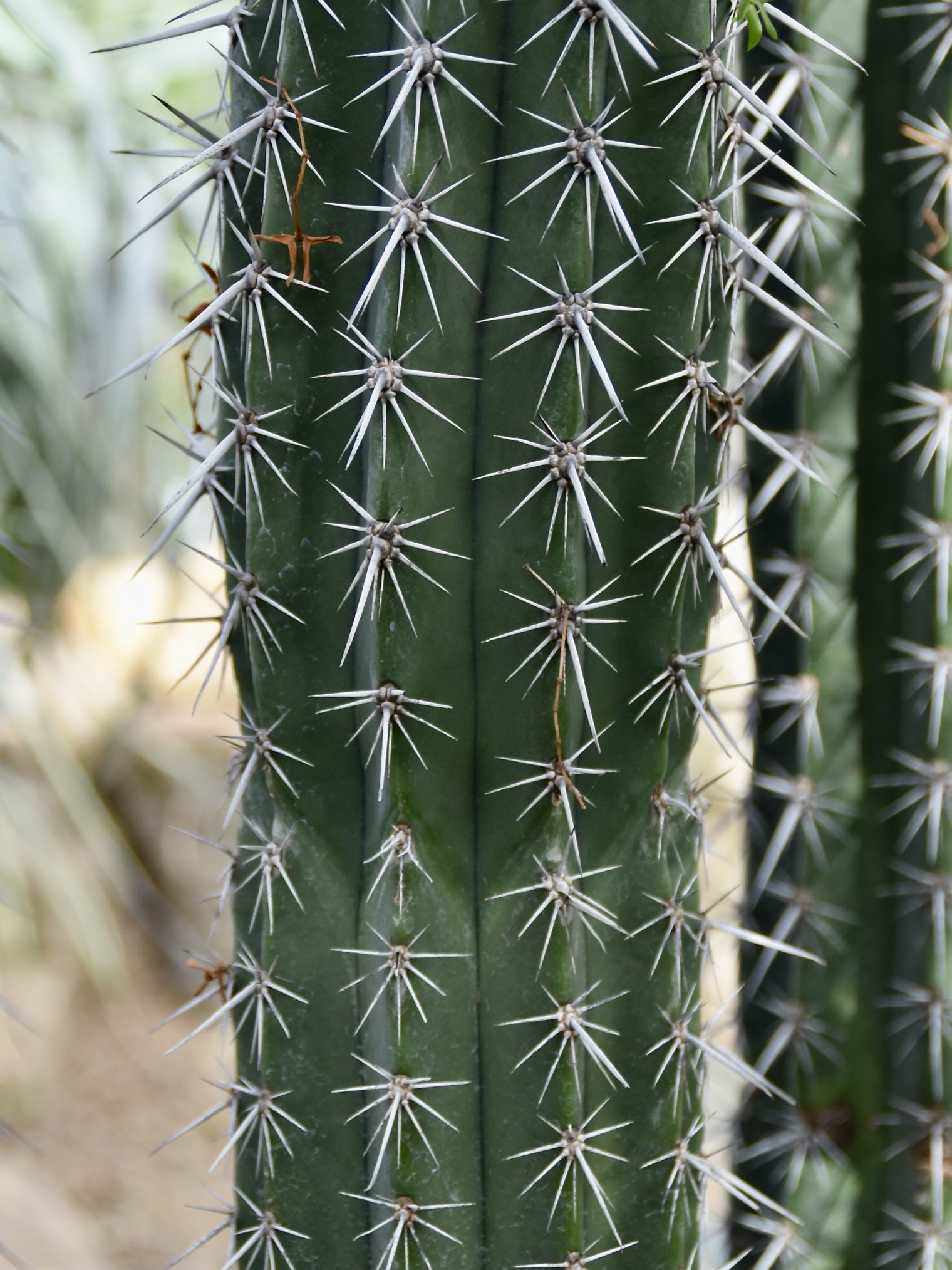
Detalle de las espinas
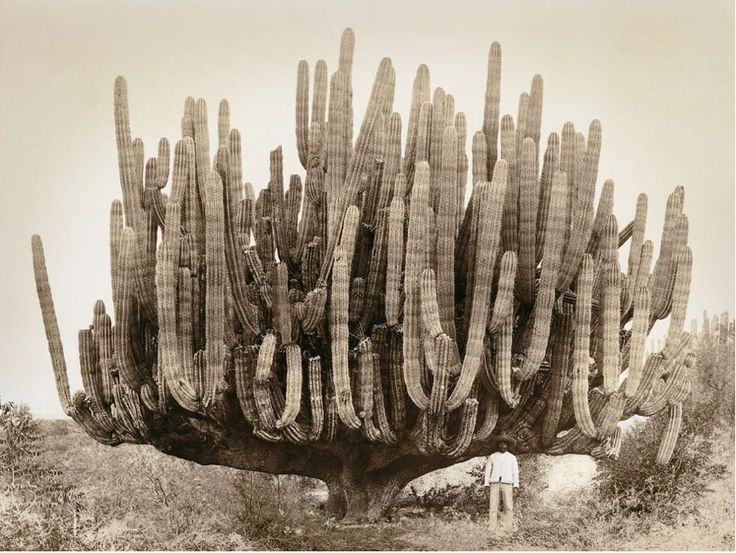
Foto de la planta con comparativa humana, 1893